# Ernst Stojaspal
Ernst Stojaspal (14. ledna 1925 Vídeň – 2. nebo 3. dubna 2002 Moulins-lès-Metz) byl rakouský fotbalista, hrající nejčastěji na pozici středního útočníka.
S týmem FK Austria Wien se stal mistrem Rakouska v letech 1949, 1950 a 1953, vyhrál ÖFB-Cup 1947 a 1948. S 218 ligovými brankami je nejlepším střelcem v historii Austrie, v letech 1946, 1947, 1948, 1952 a 1953 byl králem ligových střelců. Za rakouskou reprezentaci odehrál 32 mezistátních zápasů a vstřelil v nich patnáct branek. Byl nominován na olympiádu 1948, kde však nenastoupil. Zúčastnil se mistrovství světa ve fotbale 1954, kde vstřelil tři branky (dvě v základní skupině proti Československu a jednu v zápase o třetí místo proti Uruguayi) a přispěl k zisku bronzových medailí.
Po mistrovství odešel do angažmá ve Francii, v dresu RC Strasbourg Alsace se stal druhým nejlepším střelcem Ligue 1 ročníku 1954/1955, v letech 1955 a 1952 byl semifinalistou poháru. Kariéru ukončil v roce 1962, poté působil jako trenér v AC Ajaccio a dalších klubech.